# اعتدال ربيعي
| يوم وزمان (UT) اعتدالان وانقلابان على الأرض | يوم وزمان (UT) اعتدالان وانقلابان على الأرض | يوم وزمان (UT) اعتدالان وانقلابان على الأرض | يوم وزمان (UT) اعتدالان وانقلابان على الأرض | يوم وزمان (UT) اعتدالان وانقلابان على الأرض | يوم وزمان (UT) اعتدالان وانقلابان على الأرض | يوم وزمان (UT) اعتدالان وانقلابان على الأرض | يوم وزمان (UT) اعتدالان وانقلابان على الأرض | يوم وزمان (UT) اعتدالان وانقلابان على الأرض |
| زمان                                        | الاعتدال الربيعي                            | الاعتدال الربيعي                            | الانقلاب الصيفي                             | الانقلاب الصيفي                             | الاعتدال الخريفي                            | الاعتدال الخريفي                            | الانقلاب الشتوي                             | الانقلاب الشتوي                             |
| شهر                                         | مارس                                        | مارس                                        | يونيو                                       | يونيو                                       | سبتمبر                                      | سبتمبر                                      | ديسمبر                                      | ديسمبر                                      |
| سنة                                         |                                             |                                             |                                             |                                             |                                             |                                             |                                             |                                             |
| سنة                                         | يوم                                         | ساعة                                        | يوم                                         | ساعة                                        | يوم                                         | ساعة                                        | يوم                                         | ساعة                                        |
| ------------------------------------------- | ------------------------------------------- | ------------------------------------------- | ------------------------------------------- | ------------------------------------------- | ------------------------------------------- | ------------------------------------------- | ------------------------------------------- | ------------------------------------------- |
| 2017                                        | 20                                          | 10:28:38                                    | 21                                          | 04:24:09                                    | 22                                          | 20:02:48                                    | 21                                          | 16:28:57                                    |
| 2018                                        | 20                                          | 16:15:27                                    | 21                                          | 10:07:18                                    | 23                                          | 01:54:05                                    | 21                                          | 22:23:44                                    |
| 2019                                        | 20                                          | 21:58:25                                    | 21                                          | 15:54:14                                    | 23                                          | 07:50:10                                    | 22                                          | 04:19:25                                    |
| 2020                                        | 20                                          | 03:50:36                                    | 20                                          | 21:44:40                                    | 22                                          | 13:31:38                                    | 21                                          | 10:02:19                                    |
| 2021                                        | 20                                          | 09:37:27                                    | 21                                          | 03:32:08                                    | 22                                          | 19:21:03                                    | 21                                          | 15:59:16                                    |
| 2022                                        | 20                                          | 15:33:23                                    | 21                                          | 09:13:49                                    | 23                                          | 01:03:40                                    | 21                                          | 21:48:10                                    |
| 2023                                        | 20                                          | 21:24:24                                    | 21                                          | 14:57:47                                    | 23                                          | 06:49:56                                    | 22                                          | 03:27:19                                    |
| 2024                                        | 20                                          | 03:06:21                                    | 20                                          | 20:50:56                                    | 22                                          | 12:43:36                                    | 21                                          | 09:20:30                                    |
| 2025                                        | 20                                          | 09:01:25                                    | 21                                          | 02:42:11                                    | 22                                          | 18:19:16                                    | 21                                          | 15:03:01                                    |
| 2026                                        | 20                                          | 14:45:53                                    | 21                                          | 08:24:26                                    | 23                                          | 00:05:08                                    | 21                                          | 20:50:09                                    |
| 2027                                        | 20                                          | 20:24:36                                    | 21                                          | 14:10:45                                    | 23                                          | 06:01:38                                    | 22                                          | 02:42:04                                    |
|                                             | مارس                                        | مارس                                        | يونيو                                       | يونيو                                       | سبتمبر                                      | سبتمبر                                      | ديسمبر                                      | ديسمبر                                      |

إضائة الأرض في يوم وجود الاعتدالان (فلك).

الاعتدال الربيعي هو اعتدال يحصل عادةً إما يوم 20، 21، 22 مارس وتكون الشمس في هذا اليوم منطبقة تماما على خط الاستواء قادمة من نصفها الجنوبي الذي يضم أستراليا ونصف أفريقيا وأمريكا الجنوبية وبعضا من شبه القارة الهندية، متجهةً إلى النصف الشمالي والذي يضم أوروبا وآسيا وأمريكا الشمالية والقطب الشمالي 
يتساوى الليل والنهار تماما في يوم الاعتدال الربيعي، وكذلك يعلن هذا اليوم بدء فصل الربيع في النصف الشمالي واستهلال فصل الخريف في النصف الجنوبي، ومما يَلفت النظر في هذا اليوم أن الشمس تشرق في ذلك اليوم عند الدرجة 90 تماما وهو ما يعد مهما بالنسبة إلى الراغبين في التعرف على نقطة الشرق بدقة. وفي ذلك اليوم أيضا تغرب الشمس تماما في نقطة الغرب الحقيقية.

## روابط خارجية
- "محاذاة الاعتدالات القديمة". Loughcrew, Ireland. مؤرشف من الأصل في 2019-10-20.
- Dates and times of the Northward equinox